# 水舞 (民族舞蹈)
水舞（希伯來語：‎，Mayim-Mayim）是一首以色列傳統舞蹈。水舞一曲是以色列人慶祝尋獲水源，獲得身體及心靈上的能量補充。此首舞蹈是1937年由Else Dublon所編，音樂是由Emanuel Amiran所編。

## 關於此曲
第二次世界大戰後，受猶太復國主義影響，世界各地的猶太人紛紛回到以色列的土地上建立家園。在開墾新土地時，往往需要挖掘新水源，因此產生了此曲。
歌詞取自舊約聖經以賽亞書第十二章第三節：「U' sh' avetem mayim be-sasson Mi-ma' ayaneh ha-yeshua」(ושאבתם מים בששון ממעייני הישועה)。中文和合本翻譯：「所以，你們必從救恩的泉源歡然取水。」在希伯來文中，「mayim (מים)」是「水」的意思，「be-sasson (בששון)」是「喜悅」的意思。

### 衍生作品
日本朝日電視台1984年至1985年播出的竞猜节目《あっぱれ外人 DONピシャリ!!》以森田由美重新填词的此曲为片尾曲，称《MAYIM MAYIM '85》。
此外，20世纪90年代初日立製作所在中国内地的電視廣告歌曲为依据产品特性重新填词的《Mayim Mayim》（如1991年的日立777录像机）。

## 在日本的水舞
在第二次世界大戰後，同盟國最高司令官總司令部(GHQ)的教育負責人將國際民俗舞蹈引進日本。由於戰爭後，人民沒有什麼娛樂活動，因此國際民俗舞蹈瞬間風行日本各地。除了GHQ，日本的YMCA、YWCA也有推行國際民俗舞蹈運動。
當時，日本的文部省也協助了國際民俗舞蹈的推廣。它將推廣國際民俗舞蹈視為一項基本方針，昭和30年日本中小學的學習指導要領要求學生學習水舞，這與水舞的推廣有莫大的關係。然而昭和50年的學習指導要領就沒有強迫一定要學習水舞。因此可以由知不知道水舞來判斷一個日本人的年齡。
目前在日本的水舞的跳法是1963年由一位以色列人Gurit Kadman介紹到日本，而使舞序固定下來。

## 在台灣的水舞
水舞在台灣可以說是意義重大，因為它是第一首引進台灣的國際民俗舞蹈。1957年美國加州的土風舞指導老師李凱．荷頓來台訪問，第一首介紹的就是水舞。與日本類似的情況，當時台灣剛開始跟國外接觸，只要有新的東西介紹進來，都會受到大家熱烈歡迎。因此水舞立即轟動全台，成為國際民俗舞蹈的代名詞。當時小學的課間操便有安排水舞的項目，直至現今仍有以水舞為課間操或列入教學的學校。

由於水舞對台灣的意義深遠，中華民國國際民俗舞蹈協會所舉辦台灣土風舞發展50週年研討會特以水舞為題，由此可見一般。

## 舞法說明
預備舞姿：成單圈，面朝圓心牽手成V型舞姿。擊掌時不牽手。
| 節拍   | 步法 |
| 前奏   | 五個八拍共40拍無動作。 |
| 第一段 | |
| 1-4拍  | 第一拍右足起從左足前橫跨踏至左足左側。第二拍左足往順時鐘方向(反方向線)橫踏至右足左側。第三拍右足起從左足後橫跨踏至左足左側。第四拍左足往順時鐘方向橫踏至右足左側。以上四步稱之為藤步。 |
| 5-16拍 | 重複1-4拍三遍。 |
| 第二段 | |
| 1-4拍  | 面朝圓心，右足起向圓心前進右左右左踏步(也有做右足起向圓心前進做沙蒂希跳)。第一拍時雙手朝下，二至四拍時漸漸往上舉。                                                                     |
| 5-8拍  | 面朝圓心，左足起向圓外後退做右左右左踏步(也有做左足起向圓外後退做沙蒂希跳)。此時雙手漸漸往下放。(雙手也有在第五拍時先拍手，再慢慢往下放。)                                             |
| 9-16拍 | 重複1-8拍。 |
| 間奏   | |
| 1-4拍  | 面微左傾，右足起小跑步四步。(也有做右足起向反方向線做一個前交藤步，最後重心在左腳。)                                                                                                   |
| 第三段 | |
| 1-8拍  | 面朝圓心，左腳單腳原地跳，同時右腳做前點側點各四次。最後一拍重心換成右腳。 |
| 9-16拍 | 右腳單腳原地跳，同時左腳做前點側點各4次，最後一拍重心換成左腳；前點時自拍手一次，側點時雙手分開。                                                                                      |
|        | 全舞一直重複直至結束。 |

## 外部連結
- 水舞影片 （页面存档备份，存于） @ youtube
- 水舞影片 （页面存档备份，存于） @ Dancilla （页面存档备份，存于）
- 水舞音樂 （页面存档备份，存于） @ 天空部落